# Saskatchewan Highway 39
Der Saskatchewan Highway 39 befindet sich in der kanadischen Provinz Saskatchewan und hat eine Länge von 264 km. Er ist teilweise Bestandteil des National Highway Systems, er wird dort als Core Route geführt. Weiterhin ist ein Abschnitt der Strecke Teil des CanAm Highways.

## Streckenführung
Der Highway beginnt an der Grenze zu den Vereinigten Staaten, an der Grenzstation North Portal. Nach Süden verläuft von dort aus die Route 52 nach Fargo. Der Highway verläuft in nordwestlicher Richtung zur Stadt Estevan hin. Kurz vor der Stadt überquert der Highway den Souris River, der von dort aus bis nach Weyburn parallel zum Highway führt. Nordwestlich von Milestone kreuzt Highway 6, der in die Provinzhauptstadt Regina führt. Östlich von Moose Jaw trifft Highway 39 auf Highway 1, den Trans-Canada Highway, und endet dort.

## Straßensysteme
Der südliche Abschnitt des Highways zwischen der Grenze zu den Vereinigten Staaten bis zur Kreuzung zu Highway 6 gehört zum National Highway System. Der Abschnitt zwischen Highway 35 in Weyburn und Highway 6 gehört zum CanAm Highway, der als Transportkorridor aus Texas nach Saskatchewan führt.

## Ausbau
Die Route zwischen Estevan und Regina, zu der Highway 39 und Highway 6 gehört, soll künftig autobahnähnlich, d. h. mit getrennten Richtungsfahrstreifen und ausgelegt auf eine Geschwindigkeit von 110 km/h, ausgebaut werden.